# Gabbin
Gabbin är en ort i Australien. Den ligger i kommunen Mount Marshall och delstaten Western Australia, omkring 210 kilometer nordost om delstatshuvudstaden Perth. Antalet invånare är 109.
Trakten runt Gabbin är nära nog obefolkad, med mindre än två invånare per kvadratkilometer.. Närmaste större samhälle är Koorda, omkring 18 kilometer väster om Gabbin.
Trakten runt Gabbin består till största delen av jordbruksmark. Genomsnittlig årsnederbörd är 389 millimeter. Den regnigaste månaden är september, med i genomsnitt 48 mm nederbörd, och den torraste är december, med 10 mm nederbörd.